# George Davys
George Davys (1780-1864) var Viktoria I av Storbritanniens privatlärare och senare biskop av Peterborough stift. Han var tidigare dekan av Katedralen i Chester. Han utbildades vid Loughborough Grammar School, där ett hus uppkallat efter honom.

## Fotnoter
1. 1 2  National Portrait Gallery (London) person-ID: mp98504, läst: 9 oktober 2017.[källa från Wikidata]
2. 1 2  Aaron Swartz, Open Library, Open Library-ID: OL6805629A, läst: 9 oktober 2017.[källa från Wikidata]
3. 1 2  National Library of Wales Archives and Manuscripts, National Library of Wales författar-ID: davys-george-1780-1864, läst: 9 oktober 2017.[källa från Wikidata]